# Caesiumfluorid
Caesiumfluorid (CsF) ist das Caesiumsalz der Fluorwasserstoffsäure. Es ist ein farbloser, hygroskopischer, kristalliner Feststoff, der sich gut in polaren Lösungsmitteln löst. Es dient in der Chemie neben Tetraalkylammoniumfluoriden (wie Tetrabutylammoniumfluorid TBAF) als Lieferant „nackter“ Fluoridionen und milde Base. Außerdem besitzt es einen stark ausgeprägten ionischen Charakter und ist neben dem instabilen und seltenen Franciumfluorid die Verbindung der beiden Elemente mit dem größtmöglichen Unterschied der Elektronegativitäten.

## Darstellung
Caesiumfluorid lässt sich durch Reaktion von Fluorwasserstoff mit Caesiumcarbonat oder Caesiumhydroxid und anschließende Trocknung erhalten.
{\displaystyle {\ce {Cs2CO3 + 2HF -> 2CsF + CO2 ^ + H2O}}}
{\displaystyle {\ce {CsOH + HF -> CsF + H2O}}}

## Eigenschaften

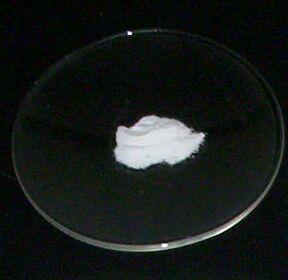
Uhrglasschale mit einer Caesiumfluorid-Probe

Aufgrund der guten Löslichkeit und einfachen Verfügbarkeit lässt sich Caesiumfluorid als Fluoridionen-Donator einsetzen. Es ist löslicher als seine Verwandten mit den kleineren Alkalimetallen Natrium und Kalium.
Wegen der nur gering ausgeprägten Nucleophilie der Fluoridionen wird Caesiumfluorid in der Organischen Chemie als milde Base eingesetzt, so z. B. bei der Knoevenagel-Reaktion. Des Weiteren dient es zur Desilylierung, d. h. zur Entfernung von Silyl-Schutzgruppen, da wegen der hohen Bindungsenergie der Si-F-Bindung eine starke Tendenz zur Ausbildung selbiger besteht. Außerdem lässt sich Caesiumfluorid problemlos entwässern, so dass es auch bei säure- und wasserempfindlichen Substraten einsetzbar ist.

## Sicherheitshinweise
Die Reaktion mit Säuren führt zur Bildung von toxischem Fluorwasserstoff.